# University of Worcester
University of Worcester är ett brittiskt statligt universitet som är beläget i Worcester i England i Storbritannien. Med en historia som sträcker sig tillbaka till 1946, då den var lärarseminarium, fick institutionen universitetsstatus i september 2005. Worcester är det enda universitetet som betjänar de engelska länen Worcestershire och Herefordshire. University of Worchester är välkänt för sina läroexamina och var en av de mest förbättrade universiteten för forskning enligt Research Excellence Framework 2014, där universitetet klättrade 32 platser på Research Fortnight-rankingen. Forskare vid Worcester var erkända att utföra världsledande arbete inom historia, konst och design, hälsa, utbildning, biologisk forskning, psykologi, sport, geografi, arkeologi, miljöstudier och engelskt språk och litteratur.

### Fotnoter
1. ↑  ”Reunion for former University of Worcester students” (på engelska). BBC. 7 juli 2010. http://news.bbc.co.uk/local/herefordandworcester/hi/people_and_places/newsid_8797000/8797029.stm. Läst 5 juni 2016.